# Rakt på knarket
Rakt på knarket var namnet på en antinarkotikakampanj genomförd av Rikspolisstyrelsen i Sverige 1989.